# Durham (Pennsylvania)
Durham  è una township degli Stati Uniti d'America, nella contea di Bucks nello Stato della Pennsylvania. Secondo il censimento del 2010 la popolazione è di 1.144 abitanti.

## Società

### Evoluzione demografica
La composizione etnica vede una maggioranza di quella bianca ( 98,17%), seguita dagli asiatici (0,76%) dati del 2000.
| township di Durham Popolazione |       |
| 2000                           | 1.313 |
| 2010                           | 1.144 |